# 俄罗斯铁路
俄罗斯铁路（羅馬化：Rossiyskie zheleznye dorogi、英文：Russian Railways ，简称/）是俄罗斯联邦的国营铁路公司，总部位于莫斯科，成立于1992年，继承了苏联解体后苏联交通部的管理架构和俄罗斯境内的铁路系统，拥有规模在世界上仅次于美国和中国的庞大铁路网络，管辖着总长超过86,000公里、横跨11个时区的铁路干线及数百公里的工业企业支线。同时，俄铁也是世界上规模最大的公司之一，职工团队超过950,000人。

## 历史
1991年，随着苏联国内政治形势的急剧变化，多个加盟共和国先后宣布独立，并成立了独立国家联合体。1991年12月25日，戈尔巴乔夫宣布辞去苏联总统职务，苏联正式解体。1992年1月20日，俄罗斯联邦总统叶利钦发布命令，决定撤消苏联交通部，建立俄罗斯联邦交通部，把原来位于俄罗斯境内所有前苏联交通部所属的铁路企业、机构、管理部门的工作业务和财产，全部移交给俄罗斯联邦交通部，任命法捷耶夫（Фадеев, Геннадий Матвеевич）为交通部长。
1996年，俄罗斯联邦交通部开始研究铁路改革的方案。2001年5月18日，时任俄罗斯总理卡西亚诺夫签署了384号政府命令《铁路运输结构改革方案》，这次铁路改革的主要目的是提高铁路运输效率，打破铁路垄断经营的局面，建立竞争机制，实现“政企分离”，将交通部原本全部承担的国家调控、监管职能与企业经营管理职能分开，改革后俄罗斯交通部只保留国家管理职能，铁路营运职能由新组建的国家铁路运输公司承担，并把不影响铁路工作稳定的辅助企业和服务性企业，例如机车车辆修理、铁路设备生产、建筑工程企业等，从铁路系统中剥离出去。同时，在铁路运输体系中扩大私有化及融资渠道，鼓励私人公司参与铁路货运与其他服务，并保证所有经营主体在平等条件下使用铁路基础设施。此外，通过改革增加铁路管理与运营财务透明度；拓展铁路投资来源及加快技术更新和改造，提高铁路职工的工作积极性和社会保障水平。
2003年9月18日，根据俄罗斯联邦政府585号《关于成立开放式股份公司“俄罗斯铁路”》的政府命令，正式成立由国家控股的新铁路公司——俄罗斯铁路股份公司，并任命前交通部部长法捷耶夫为俄铁公司首任总裁，铁路基础设施及相关国营企业的资产同时转让到该公司，各铁路局亦成为了该股份公司的分公司，其法定注册资本达500多亿美元，成为俄罗斯交通运输业第一大公司，亦是世界上最大的铁路公司之一。
俄铁下属60家各种机构，包括铁路局、铁路分公司和办事处，另外还有50家附属企业，根据业务可以分为17家铁路局、运输公司、技术经济领域的分公司、大型建设公司、车辆维修公司、养路公司、信息服务公司、社会服务公司和设计局等。俄铁公司在朝鲜（平壤）、中国（北京）、波兰（华沙）、捷克（布拉格）、芬兰（赫尔辛基）、德国（柏林）、匈牙利（布达佩斯）、爱沙尼亚（塔林）、乌克兰（基辅）、伊朗（德黑兰）、亚美尼亚（埃里温）设有代表处。
2009年11月，为了推动俄罗斯铁路进一步改革，俄罗斯铁路股份公司董事会决定成立“联邦客运公司”（ОАО «Федеральная пассажирская компания»，ФПК），作为一家新的独立子公司负责长途旅客运输业务，公司注册资本1368亿卢布。从2010年4月1日起，联邦客运公司正式接管了俄罗斯铁路股份公司的长途客运业务，包括16个地区业务单元、2个旅客运输指挥部、43个车辆段、24600辆铁路客车和10万名员工。

## 铁路局
- 加里宁格勒铁路局
- 十月铁路局
- 莫斯科铁路局
- 高尔基铁路局
- 东南铁路局
- 北高加索铁路局
- 伏尔加铁路局
- 古比雪夫铁路局
- 南乌拉尔铁路局
- 北方铁路局
- 斯维尔德洛夫斯克铁路局
- 西西伯利亚铁路局
- 克拉斯诺亚尔斯克铁路局
- 东西伯利亚铁路局
- 后贝加尔铁路局
- 远东铁路局

## 参看
- 苏联铁路运输
- 俄罗斯铁路运输
- 俄罗斯交通
- 俄罗斯经济
- 乌克兰铁路
- 乌克兰交通
- 乌克兰经济
- 哈萨克铁路
- 哈萨克交通
- 哈萨克经济
- 土耳其铁路
- 土耳其交通
- 土耳其经济